# Welch (Oklahoma)
Welch – miasto w Stanach Zjednoczonych, w stanie Oklahoma, w hrabstwie Craig.